# Jean-Joseph Terme
Jean-Joseph Terme est un homme politique français né le 11 juillet 1739 à Marmande (Lot-et-Garonne) et décédé le 19 mai 1813 à Virazeil (Lot-et-Garonne).
Cultivateur, il est député du tiers état aux États généraux de 1789 pour la sénéchaussée d'Agen. Il est nommé conseiller général en 1812.

## Sources
- « Jean-Joseph Terme », dans Adolphe Robert et Gaston Cougny, Dictionnaire des parlementaires français, Edgar Bourloton, 1889-1891 [détail de l’édition]